# Ucla xenogrammus
Ucla xenogrammus és una espècie de peix de la família dels tripterígids i de l'ordre dels perciformes.

## Morfologia
- Els mascles poden assolir 4,7 cm de longitud total.[2][3]

## Hàbitat
És un peix marí, de clima tropical i associat als esculls de corall que viu entre 2-41 m de fondària.

## Distribució geogràfica
Es troba a la Samoa Nord-americana, Austràlia, les Illes Carolines, l'Illa Christmas, Fiji, la Polinèsia Francesa, Guam, Indonèsia, Malàisia, Micronèsia, les Illes Mariannes, Nova Caledònia, Palau, Papua Nova Guinea, les Filipines, les Illes Ryukyu, Samoa, Tailàndia, Tonga, Vanuatu i el Vietnam.

## Observacions
És inofensiu per als humans.